# Dębogóra (Kcynia)

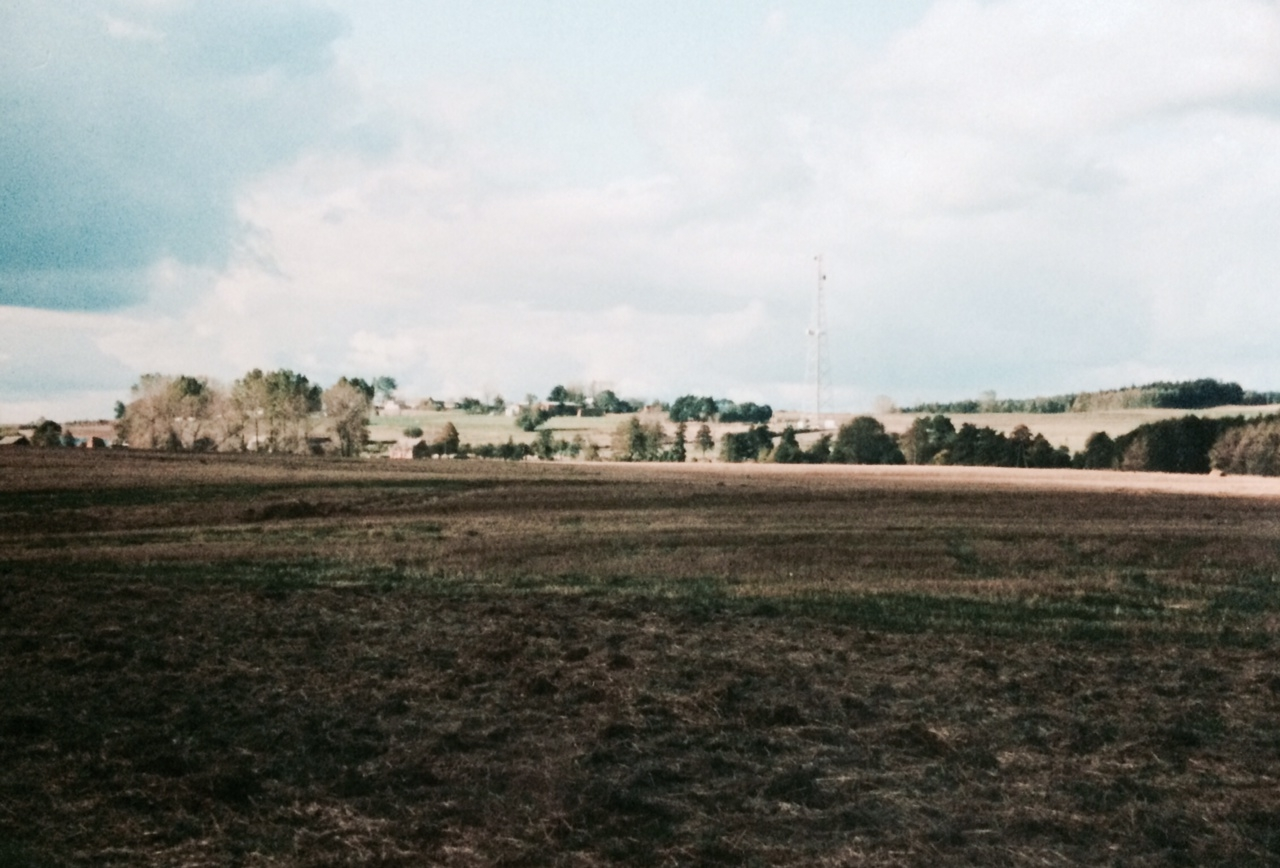
Panorama Dębogóra; im Vordergrund Dembogora Abbau

Dębogóra (deutsch Gut Dembogora, 1939 bis 1945 Bismarckskopf) ist ein Dorf im Powiat Nakielski (Powiat Nakel) der polnischen Woiwodschaft Kujawien-Pommern. Das Dorf ist als Schulzenamt Teil der Landgemeinde Kcynia (Exin).

## Geographische Lage
Dębogóra liegt etwa sieben Kilometer westlich der Landstraße 241 (Droga wojewódzka nr 241) von Wągrowiec nach Nakło nad Notecią und rund fünf Kilometer nordöstlich von Kcynia.

## Geschichte

### Gut Dembogora
Der Ort wurde wahrscheinlich Mitte des 12. Jahrhunderts nach Magdeburger Recht (Deutsches Recht) gegründet. Urkundlich erschien der Ortsname erstmals im 12. Jahrhundert, als ein Mönch namens Philipp dem Kloster Łękno das Dorf überließ. Ende des 16. Jahrhunderts besaß die Familie Grocholski das Gut.
Im 17. Jahrhundert wechselte der Besitz oder Anteile daraus an die Familie Baranowski. Zu dieser Zeit wurden neue Siedlungen, wie Dembogora Hauland und später auch Dembogora Abbau (Debogorzyn), von den Gutsherrn auf Dębogóra gegründet. Lange Zeit war das Dorf bzw. das Gut oder Anteile daraus auch in der Hand der Familie Piekarski. Die Familie verkaufte ab dem 18. Jahrhundert Teile aus dem Gut, bevor es 1741 Krystian Ewald Manteuffel-Kiełpiński vollständig erwarb. Das Eigentum umfasste neben dem Hauptgut Dębogóra die Ortschaften bzw. Güter Tupadły und Dembogora Mühle (Dębogórski Młyn).
Nach dem Ableben des Krystian Ewald beerbten ihn seine Ehefrau, sein Sohn Victor sowie sein Bruder Franz Ewald, Starost von Gąbin. Der Nachlass des Verstorbenen bestand u. a. aus Dębogóra und Dębogórski Młyn. Dębogóra wurde 1785 zusammen mit dem größten Anteil aus dem Nachlass an den Pfarrer Paul Piekarski, Pastor der Gemeinde, für einen Betrag von 60.000 Złoty verkauft. 1787 erwarb Hieronimus Baranowski aus Grocholin das Adelige Gut samt Vorwerk, Ziegelei und Windmühle, da gehörte Dębogóra im Zuge der ersten Teilung Polens 1772 bereits zu Preußen. Der Gutsbesitz umfasste zu dieser Zeit 1.093 ha Land. Von 1807 bis 1815 gehörte der Ort zum Herzogtum Warschau. 1830 erwarb Rosalie Michalski Dębogóra, u. a. mit dem Besitz in Tupadły, das seit 1815 wieder zu Preußen, Kreis Schubin, gehörte. Zu dieser Zeit lebten etwa 186 Bewohner in 18 Behausungen im Ort. Durch Heirat mit dem Gutsbeamten Georg Busse, kam die deutsche Familie Busse in den Besitz von Dębogóra. 1871 lebten noch 145 Einwohner in Dębogóra, davon etwa die Hälfte Deutsche. Von ehemals 18 Behausungen waren noch 10 bewohnt. Zu Beginn der 1920er Jahre stieg die Population aufgrund des Zuzugs von Polen wieder an (237 Einwohner). Nachkommen der Familie Busse bewirtschafteten das Gut bis 1945.
Ab 1908 war der Gutsbezirk Teil des Polizeidistrikt Exin. 1918 bis 1939 fiel der Ort wieder an Polen. Zur Zeit der deutschen Besatzung ab 1939 wurde der Ort nach der in unmittelbarer Nähe gelegenen Anhöhe, in Bismarckskopf umbenannt und Teil des Landkreises Altburgund. Dębogóra liegt heute im Powiat Nakielski in der Woiwodschaft Kujawien-Pommern.

### Dembogora Hauland
2,5 km östlich von Debogóra gelegene Siedlung (auch Dembogurraer Holländerei) mit einer Ausdehnung von 123 ha. Als Entstehungsdatum wird das Jahr 1663 angegeben. Die Siedler waren Protestanten, denen ein Stück Land zur Kultivierung übergeben wurde. 1773 wurden 53 Einwohner in 10 Feuerstellen bzw. Höfen verzeichnet, zzgl. gehörte eine Schule zur Siedlung, die später in die wachsende Siedlung Dembogora Abbau verlegt wurde. Zwischen 1818 und 1900 lebten konstant etwa 15 Einwohner in 3 Höfen. Jeder der Höfe umfasste ca. 30 ha Landwirtschaftsfläche, einschließlich Weidenflächen und Pinienwälder. Hauptsächlich lebten die Bauern, die bis auf einen Polen Deutsche waren, von der Viehzucht. Zur Zeit der deutschen Besatzung wurde der Ort in Eichgrün umbenannt. 1945 flohen die restlichen Einwohner vor der einrückenden Roten Armee.

### Dembogora Abbau
Etwa 400 m südöstlich von Debogóra. Erste Erwähnung im Jahr 1833 mit einer Behausung, in der 6 Deutsche lebten. Bis 1838 wuchs die Siedlung sprunghaft auf 65 Einwohner an. Am Ende des Jahrhunderts waren 5 Höfe registriert, davon 3 mit polnischen Bewohnern. Zur Zeit der deutschen Besatzung wurde der Ort in Eiche umbenannt.

### Dembogora Mühle
Eine vom Dembogora Gut weit entfernte Siedlung (etwa 5,5 km Nord-östlich), nahe den Dörfern Sipiory und Studzienki. Im Jahr 1818 befanden sich dort zwei Behausungen mit 8 Bewohnern. Die Mühle wurde vom selben Gewässer angetrieben, das auch zu den höher gelegenen Feldern in Dembogora Hauland geleitet wurde. In unmittelbarer Nähe befanden sich die Weiden von Dembogora Hauland und Abbau. Zur Zeit der deutschen Besatzung wurde der Ort in Eichmühl umbenannt.

### Bismarckskopf
Eine Anhöhe in Dębogóra, ca. 300 m östlich vom Gut Dembogora. Bis auf den höchsten Punkt, auf dem ein kleines Waldstück angelegt wurde, umgeben von landwirtschaftlichen Flächen. Mit 162 m die höchste Erhebung im damaligen Kreisgebiet.

## Galerie

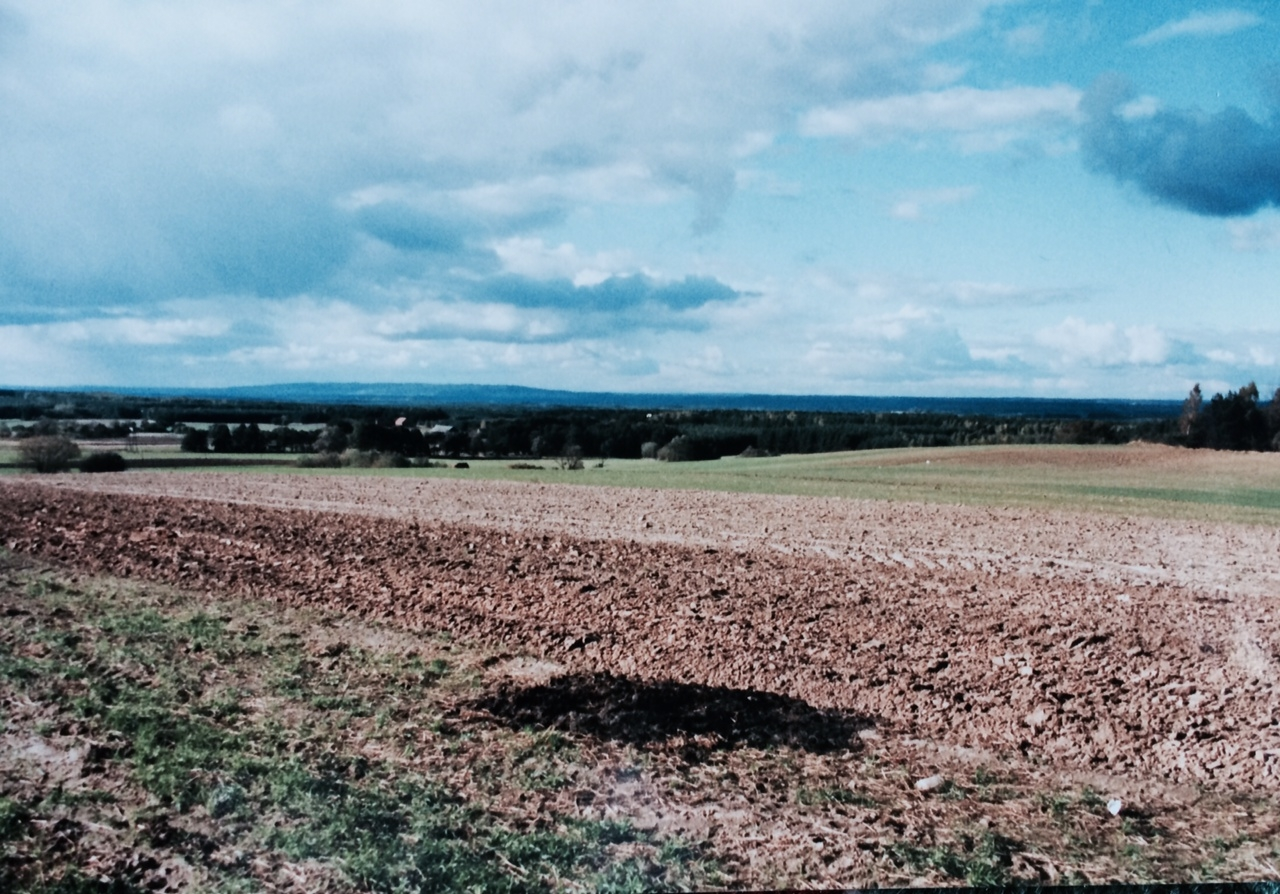
Landschaft um Dębogóra
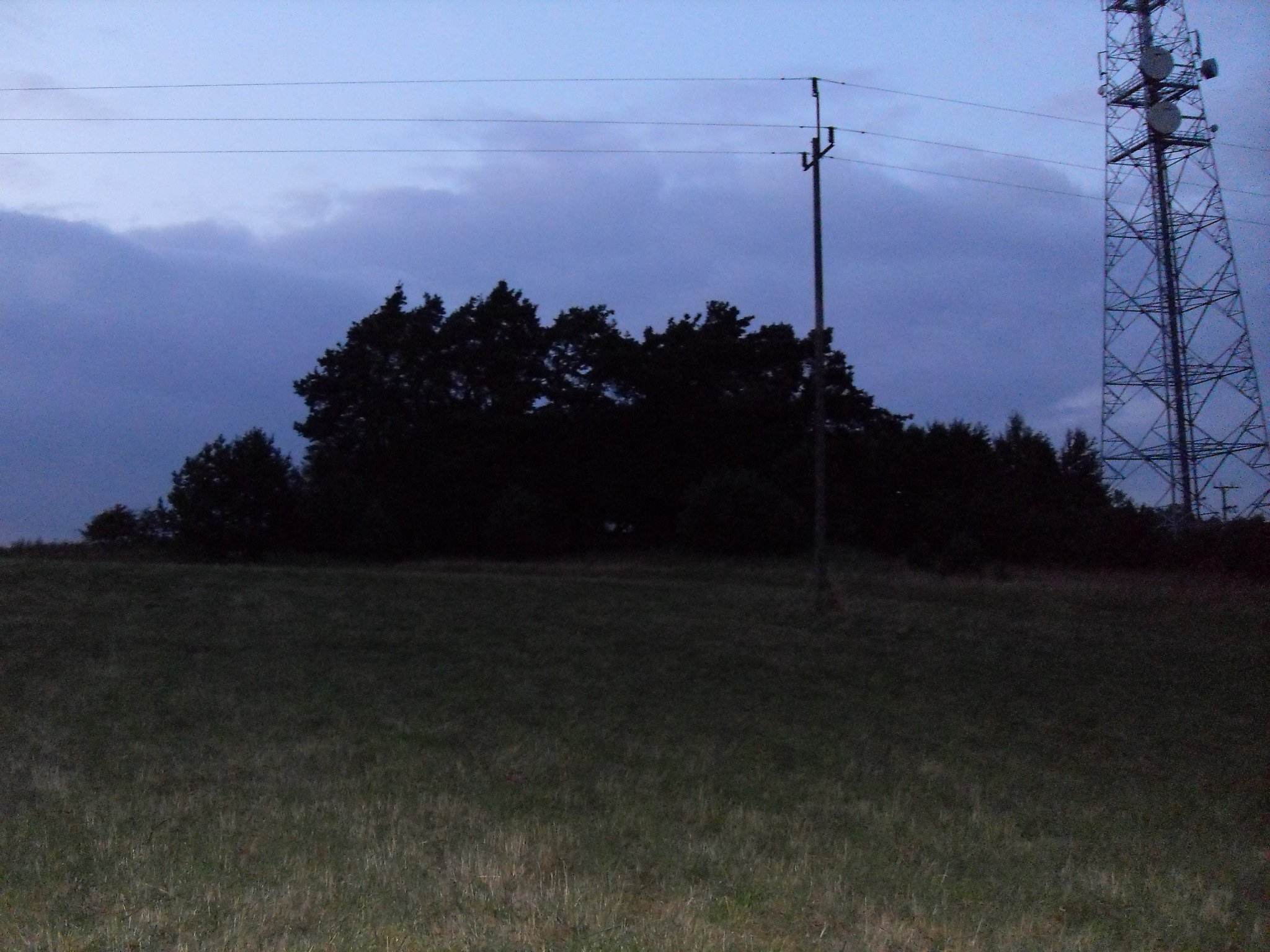
Bismarckskopf
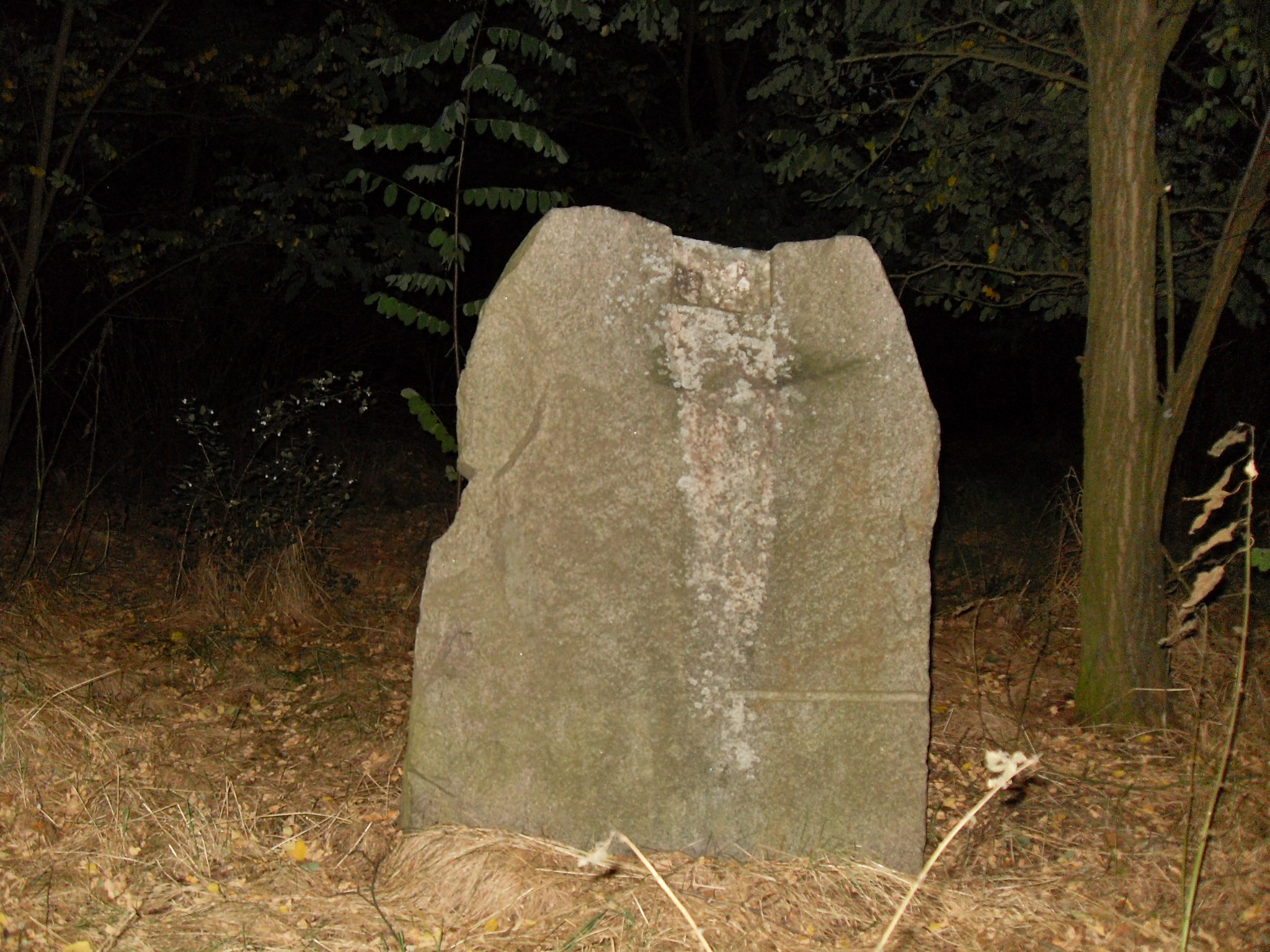
Ehem. Gipfelkreuz Bismarckskopf